# マシンロボ ムゲンバイン★ダッシュ
『マシンロボ ムゲンバイン★ダッシュ』は児童雑誌『てれびくん』（小学館）にて連載された、難波孝による日本の漫画作品。『マシンロボ ムゲンバイン』の続編である。

## あらすじ
ゼノンバインとの超古代文明のムゲンバイン争奪戦から20年もの年月が経った。彼らのオーバーテクノロジーは現代文明において超文明の再現となって発展した。だがそれでも、負の遺産や悪の根は絶えていなかった。しかし、それに立ち向かう少年がいた。元気の息子「勇気」と新たなるムゲンバインたちである。

## 登場人物
無道勇気【むどう ゆうき】
本編の主人公。元気の息子。前髪が赤く、髪の光沢がMに見えるのが特徴。少年警察官。
無道元気
勇気の父親で前作の主役。伝説のロボマスターとして有名になっている。息子にとって憧れの父親である。

### ターボロイド
ポリス、ファイヤー、ビルダー、ヘラクレスはベースモードとビッグマシンモードを持つ。
ムゲンポリス
勇気のパートナーである警察官型ターボロイド。巨大な体格でティラノサウルスのような姿をしている。警察署、蒸気機関車、本体はパトカーに変形する。
ムゲンファイヤー
巨大な体格でブラキオサウルスのような姿の消防士型ターボロイド。消防署、トレーラー、本体は消防車に変形する。
ムゲンビルダー
巨大な体格でマンモスのような姿の建設業者型ターボロイド。建設基地、ジェット機、本体はダンプカーに変形する。
ムゲンヘラクレス
馬型ムゲンロイドを連れている巨大な体格でカブトムシのような姿のターボロイドで、ムゲン三獣士の師匠。駅、馬車、本体は新幹線に変形する。
オーバーライガン
ライオン型ターボロイドで、ドリル戦車に変形する。
パワーノーズ
象型ターボロイドで、クレーン車に変形する。

### ムゲンロイド
ランチャーザウルス
アロサウルス型ムゲンロイドで、スペースシャトルに変形する。元気と共に勇気を支援するために参戦、ポリス、ファイヤーと合体し、ターボセイバー3となる。
マッハプテラ
プテラノドン型ムゲンロイドで、フォーミュラカーに変形する。江戸弁を話す。
ニードルステゴ
ステゴサウルス型ムゲンロイドで、ヘリコプターに変形する。
※アサルトレオン、グレートレックス、エナジーライノスは劇中には登場しない。

### ムゲン三獣士
クエストナイト
ムゲンヨーロッパシティで調整を続けていたターボロイドの一体。ドラゴン、門と消防車、騎士型のロボモードに変形する。
レイザーニンジャ
ノコギリザメ型ターボロイドで、信号機とレーシングカー、忍者型のロボモードに変形する。
セイブガンマン
バイソン型ターボロイドで、ガソリンスタンドと装甲車、ガンマン型のロボモードに変形する。
ムゲンジュウシ3
クエストナイト、レイザーニンジャ、セイブガンマンが合体した姿。

### ライドバイン
ムゲンロイドの頭、ロボモードの頭と武器のイメージは孫悟空、沙悟浄、猪八戒。
テイオウリュウ
竜型ムゲンロイドで、バイク、ロボモードに変形する。
ウズマキドリ
鳥型ムゲンロイドで、ジェットスキー、ロボモードに変形する。
ワンリキグマ
熊型ムゲンロイドで、フォーミュラカー、ロボモードに変形する。
ライドジェネラル3
テイオウリュウ、ウズマキドリ、ワンリキグマが合体した姿。

### 伝説の宝獣
ユウテンマ以外の4体は、四神がモチーフの「ムゲン四聖獣」が登場した。
ムゲンビャッコ
槍に変形する白虎型ムゲン四聖獣の一体。
ムゲンセイリュウ
キャノン砲に変形する青竜型ムゲン四聖獣の一体。
ムゲンスザク
盾に変形する朱雀型ムゲン四聖獣の一体。
ムゲンゲンブ
ハンマーに変形する玄武型ムゲン四聖獣の一体。
ユウテンマ
天馬型ムゲンロイドで、グライダー、ロボモードに変形する。ムゲンロイドの頭、ロボモードの頭と武器のイメージは三蔵法師、変形方法はライドバインに近い。
ハイパーテイオウリュウ
ユウテンマ、テイオウリュウが合体した姿。

### ディアブローダー
爆弾ロボ
一話に登場するディアブロイド。腹部に無数の時限爆弾を内包。
放火ロボ
破壊ロボ
ムゲンディアブロイド
ブレイン
ディアブローダー総司令官。凶悪な頭脳でムゲンバインたちを倒そうとするが、やることなすことセコい。
アメフトロボ

### その他
ムゲンブルードッグ
デスロイド
テイオウリュウと同様に秘宝を求めるムゲンロイドの一体。ビャッコ以外を手に入れていた。武器はブレード。

### 用語
ターボロイド
ムゲンロイドをパワーアップさせた第三世代型マシンロボ。両肩の付け根に露出したエンジンが特徴で、内部にロボマスターを搭乗させるスペースが再起用される。単体では車体のみに変形し、ムゲンジョイントもさらに増設している。
ムゲンボックス
ムゲンジョイントを装備した金属製の箱。建築資材としても利用される。
ムゲンシティ
海上都市ムゲンポリスが新たに改名された街。ターボポリスと混同されるので改めた。
ディアブローダー
デスペラドーに換わって悪事を働くロボット組織。
ディアブロイド
ディアブローダーのロボット。リアル系ロボットのような体躯で、腹部が顔になっているのが特徴。
ムゲンガーディアン
ターボロイドで構成されている特殊任務組織。
ライドバイン
ロボマスターの命令がなくとも変形するムゲンロイドの総称。マシンモードは変形よりもパーツを一体化させ直接乗り込む方式になっている。
伝説の武器
ムゲンビャッコ、ムゲンセイリュウ、ムゲンスザク、ムゲンゲンブ、ユウテンマの総称、通常時は各々動物型と武器形態を備えているが、並のムゲンロイドでは手にした途端に暴走してしまう。